# Spalax de Bukovine
Espèce
Synonymes
- Spalax antiquus Méhely, 1909[2]
- Spalax istricus Méhely, 1909[2]
- Spalax mezöségiensis Szunyoghy, 1937[2]

Statut de conservation UICN

 VU B1b(iii) : Vulnérable
Le Spalax de Bukovine (Spalax graecus) est une espèce de rongeurs de la famille des Cricetidae présent en Roumanie, en Moldavie et en Ukraine.

## Habitat
Il habite dans les prairies et les pâturages herbeux, les champs cultivés et les vergers.

## Liste des sous-espèces
Selon NCBI (30 juillet 2020) :
- sous-espèce Spalax graecus graecus
- sous-espèce Spalax graecus mezosegiensis Szunyoghy, 1937